# Politica dell'Irlanda
Il sistema politico dell'Irlanda è una repubblica democratica parlamentare.
Come per altri paesi che hanno vissuto la dominazione britannica, anche il sistema politico irlandese rientra tra quelli basati sul modello Westminster.

## Costituzione
La costituzione dell'Irlanda venne adottata nel 1937 con referendum popolare. È una costituzione di tipo liberale democratico, definisce le istituzioni dello Stato e i loro ruoli e tutela una serie di diritti fondamentali. La costituzione può essere emendata solo mediante referendum.

## Oireachtas
Il parlamento irlandese si chiama Oireachtas. È composto dal presidente della repubblica e da due camere legislative, il Dáil Éireann e il Seanad Éireann.

### Presidente della repubblica

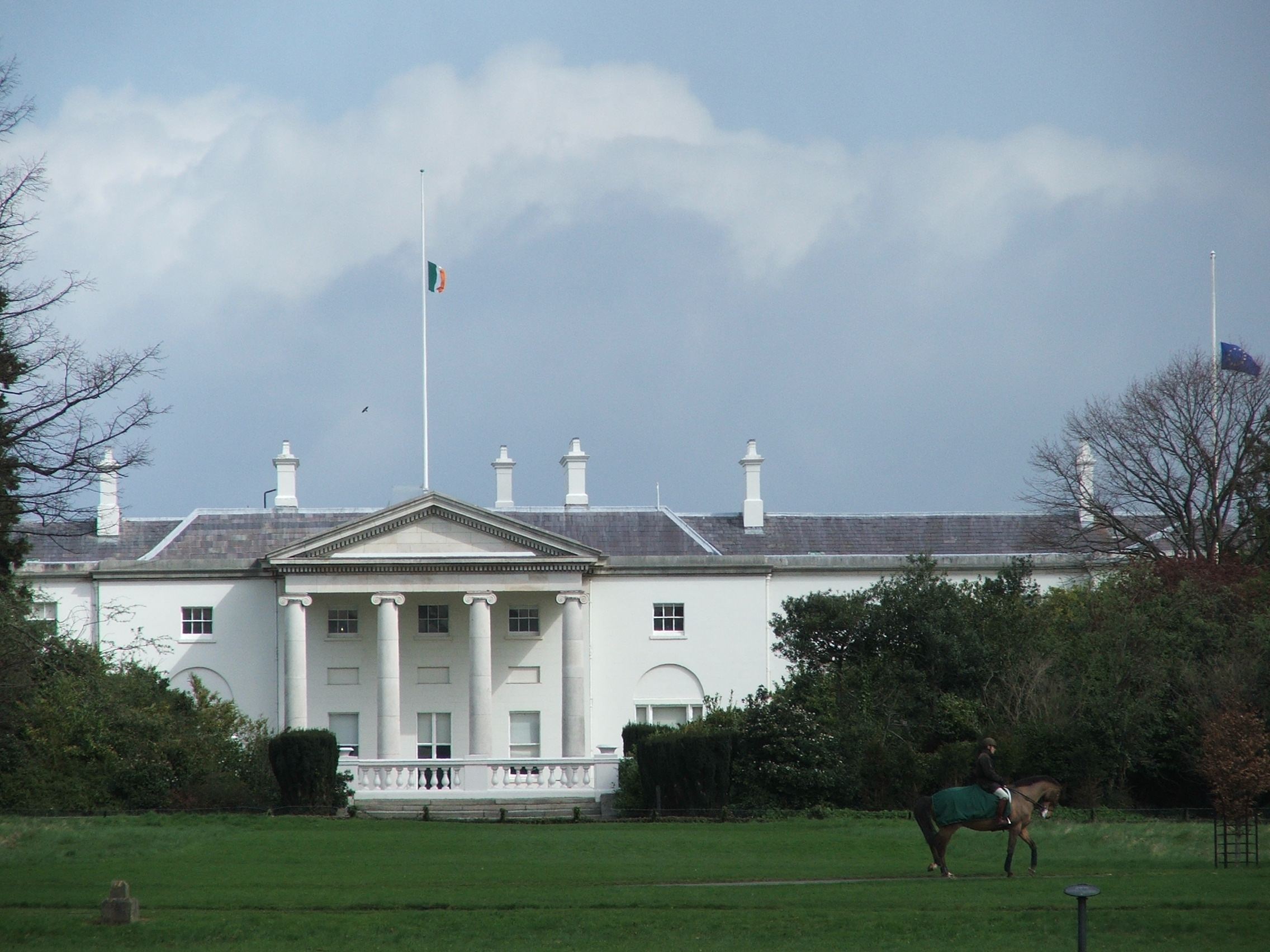
Áras an Uachtaráin a Dublino, la residenza ufficiale del presidente della repubblica

Il Presidente della Repubblica d'Irlanda è il capo dello Stato. Ha funzioni prevalentemente formali e di rappresentanza, ma ha anche alcuni poteri effettivi. Non può porre il veto sulle leggi approvate dalle camere, ma può impugnarle presso la Corte suprema e chiedere un giudizio sulla loro costituzionalità.
Il mandato del presidente dura sette anni e può essere rinnovato una sola volta. Possono candidarsi alla presidenza tutti i cittadini irlandesi che hanno almeno 35 anni. Per essere candidati alla presidenza, è necessario ottenere l'appoggio di almeno 20 membri delle camere dell'Oireachtas o di almeno 4 consigli di contea. Un presidente uscente che intenda ricandidarsi può direttamente nominare se stesso come candidato. Si procede poi ad un'elezione a scrutinio segreto tra i candidati alla presidenza. Se i vari partiti convergono su una persona e c'è un unico candidato alla carica, si procede direttamente alla sua nomina come presidente.
Nell'esercizio delle sue funzioni il presidente è assistito dal Consiglio di stato. Non è previsto un vicepresidente.
Nel caso in cui un presidente diventi impossibilitato a svolgere le sue funzioni, muoia, si dimetta o venga posto in stato di accusa, le sue funzioni vengono svolte da una commissione presidenziale, composta dal presidente della Corte suprema e dai presidenti del Dáil Éireann e del Seanad Éireann. La commissione presidenziale può intervenire anche nei casi di particolare urgenza che possono accadere durante una visita all'estero del presidente in carica.

#### Elenco dei presidenti della repubblica
| # | #  | Nome                 | Mandato                             |
| - | -- | -------------------- | ----------------------------------- |
|   | 1° | Douglas Hyde         | 25 giugno 1938 - 24 giugno 1945     |
|   | 2° | Seán T. O'Kelly      | 25 giugno 1945 - 24 giugno 1959     |
|   | 3° | Éamon de Valera      | 25 giugno 1959 - 24 giugno 1973     |
|   | 4° | Erskine H. Childers  | 25 giugno 1973 - 17 novembre 1974   |
|   | 5° | Cearbhall Ó Dálaigh  | 19 dicembre 1974 - 22 ottobre 1976  |
|   | 6° | Patrick John Hillery | 3 dicembre 1976 - 2 dicembre 1990   |
|   | 7° | Mary Robinson        | 3 dicembre 1990 - 12 settembre 1997 |
|   | 8° | Mary McAleese        | 10 novembre 1997 - 10 novembre 2011 |
|   | 9° | Michael D. Higgins   | 11 novembre 2011 - in carica        |

### Dáil Éireann

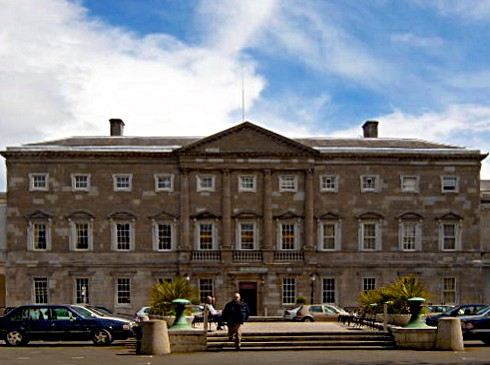
Leinster House a Dublino, sede delle camere dell'Oireachtas

Il Dáil Éireann costituisce la camera bassa dell'Oireachtas ed è la camera legislativa più importante della repubblica.
Attualmente è composto da 166 membri. Dal 1937 agli anni sessanta ha avuto 138 membri, dagli anni sessanta fino al 1981 ne ha avuti 144. I membri del Dáil sono chiamati Teachta Dála (TD). I membri del Dáil sono eletti direttamente per un mandato di cinque anni. Possono candidarsi alle elezioni tutti i cittadini irlandesi che hanno almeno 21 anni e hanno la residenza permanente nel Paese. Possono votare alle elezioni tutti i cittadini irlandesi maggiorenni e tutti i cittadini britannici maggiorenni residenti in Irlanda. Per le elezioni per il Dáil viene utilizzato il sistema del voto singolo trasferibile applicato a collegi multinominali.
Il Dáil è la sola camera dell'Oireachtas che ha un rapporto di fiducia con il governo e che quindi lo nomina o può costringerlo alle dimissioni. È anche la sola camera che può approvare ed emendare le leggi di spesa.
I due principali partiti politici irlandesi, entrambi conservatori, sono il Fianna Fáil (Soldati d'Irlanda, coloro che rifiutarono la separazione dell'Irlanda con gran parte dell'Ulster) ed il Fine Gael (Famiglia degli Irlandesi) nato nel 1933. Il terzo partito storicamente più importante è il Partito laburista, più volte membro del governo come alleato chiave del Fine Gael.

### Seanad Éireann
Il Seanad Éireann costituisce la camera alta dell'Oireachtas ed ha funzioni prevalentemente consultive.
È formato da 60 membri, chiamati "senatori". Le elezioni del Seanad sono legate a quelle del Dáil Éireann e devono avere luogo non più di 90 giorni dopo le elezioni generali. Il Seanad non è eletto direttamente dai cittadini: 11 senatori vengono nominati dal Taoiseach, 6 da alcune università e gli altri 43 sono eletti da un corpo elettorale composto dai 60 senatori uscenti, dai 166 membri del Dáil Éireann eletti alle ultime elezioni generali e da 883 membri dei 29 consigli di contea e dei 5 consigli cittadini.
Il Seanad esamina i disegni di legge elaborati dal Dáil. Ha 90 giorni di tempo per analizzarli e proporre emendamenti. Per le leggi di spesa il Seanad ha solo 21 giorni di tempo a disposizione e non può emendarle, ma solo approvare delle raccomandazioni al riguardo.

## Governo
Il primo ministro irlandese è chiamato Taoiseach ed è nominato dal presidente della repubblica su indicazione del Dáil Éireann. Il Taoiseach sceglie i ministri, che non possono essere meno di sei e più di quindici e che devono essere approvati dal Dáil.
Il governo deve disporre della fiducia del Dáil. Se perde la fiducia, il Taoiseach deve dimettersi oppure chiedere al presidente della repubblica di sciogliere il Dáil e convocare nuove elezioni generali.
Il sistema elettorale ha portato spesso alla creazione di governi di coalizione, soprattutto nell'ultimo ventennio.

## Magistratura

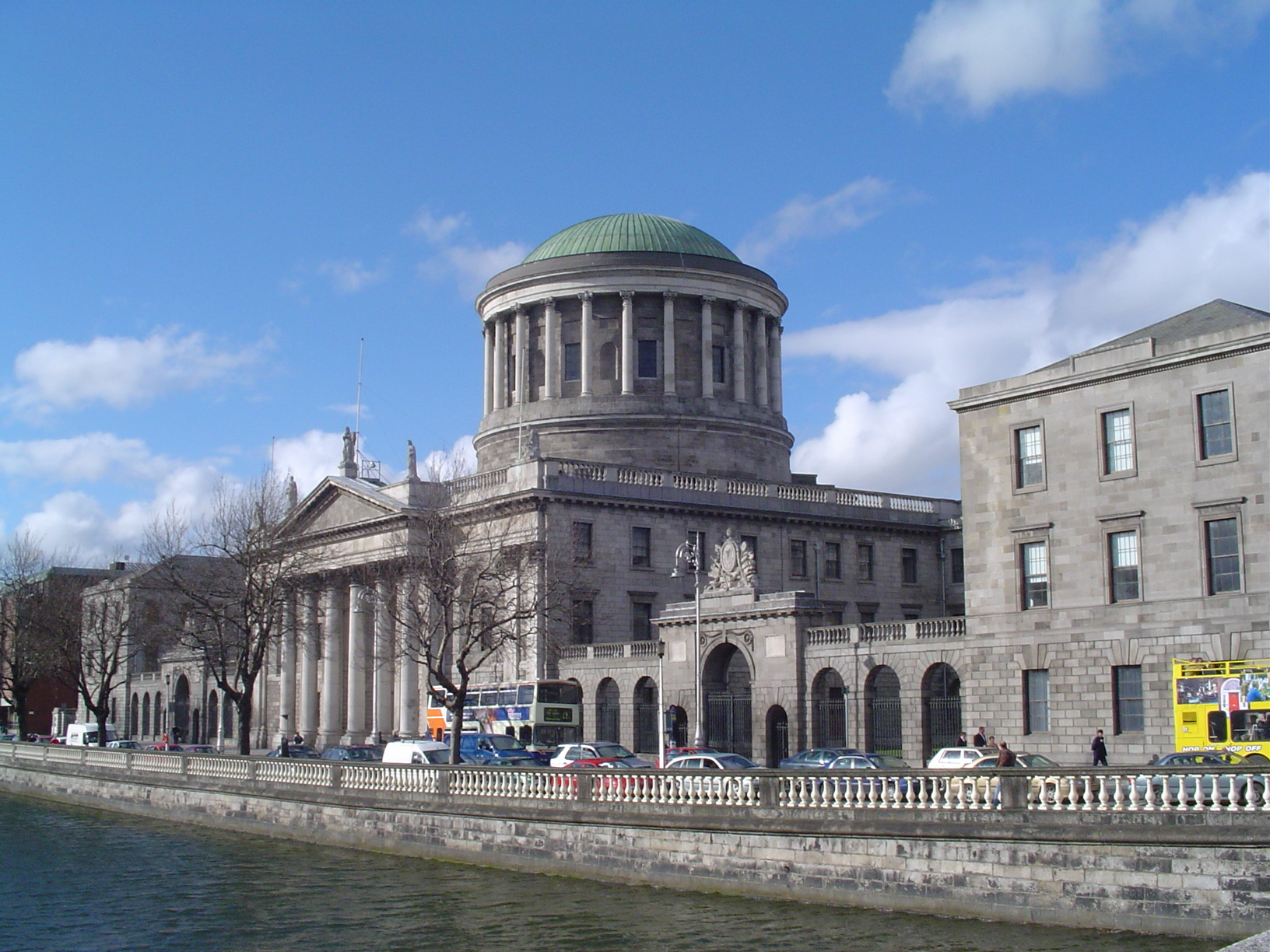
Le Four Courts a Dublino

Il sistema giuridico dell'Irlanda è basato sulla common law.
Il sistema giudiziario è formato dalla Corte suprema, dall'Alta corte (una sorta di corte d'assise) e da altre corti di grado inferiore. La Corte suprema è la più alta corte d'appello ed è formata da otto membri, a cui si aggiunge d'ufficio il presidente dell'Alta corte. Corte suprema ed Alta corte hanno il potere di giudicare sulla costituzionalità delle leggi e possono annullarle.
I giudici vengono indicati dal governo e nominati dal presidente della repubblica. Possono essere rimossi solo a causa di incapacità o malversazione e solo con l'approvazione di entrambe le camere dell'Oireachtas.

## Settore pubblico
Il settore pubblico comprende la pubblica amministrazione, i servizi pubblici e le aziende pubbliche.
La pubblica amministrazione è divisa in due parti, una dipendente dal governo e una dipendente dallo Stato. Quest'ultima è indipendente dal governo. Procedure, funzioni e competenze della pubblica amministrazione sono ben definite. Nel giugno 2005 la pubblica amministrazione disponeva di circa 38.700 dipendenti.
I servizi pubblici comprendono una molteplicità di corpi e agenzie. Alcuni sono legati strettamente al governo, che può nominarne gli amministratori. Altri servizi sono invece relativamente autonomi. Nel giugno 2005 i servizi pubblici disponevano di circa 254.100 dipendenti.
Le aziende pubbliche funzionano in larga parte come le altre imprese private, ma sono finanziate dallo Stato. Nel giugno 2005 disponevano di circa 57.300 dipendenti.

## Autorità locali
L'Oireachtas stabilisce il numero, le dimensioni e i poteri delle autorità locali mediante la legge. La costituzione richiede che i membri delle autorità locali siano eletti direttamente dai cittadini almeno una volta ogni cinque anni.
Il sistema di governo locale è stato riformato nel 2001. Attualmente esistono 34 autorità locali: 29 di queste sono consigli di contea e corrispondono in gran parte alla tradizionale divisione in contee, mentre le altre 5 sono consigli di città, dotati degli stessi poteri ma presenti nelle cinque città principali del paese (Dublino, Cork, Galway, Limerick e Waterford). Nei centri urbani principali sono inoltre presenti dei consigli municipali.
Le competenze principali delle autorità locali riguardano la gestione del territorio, la protezione ambientale, la manutenzione della viabilità e la gestione dei servizi idrici e sanitari e del sistema bibliotecario.

## Istituzioni comuni con l'Irlanda del Nord
L'Accordo del Venerdì Santo del 10 aprile 1998 tra governo britannico e governo irlandese relativo all'Irlanda del Nord stabilì tra le altre cose la creazione di un Consiglio ministeriale Nord/Sud e di sei organi esecutivi Nord/Sud, formati da ministri della repubblica irlandese e del governo dell'Irlanda del Nord. Questi organismi sono incaricati di coordinare alcune attività ed esercitare un limitato ruolo di governo in particolari settori sull'intera isola d'Irlanda.

## Partecipazione ad organizzazioni internazionali
L'Irlanda è uno Stato membro delle Nazioni Unite. Fa parte del Fondo Monetario Internazionale, dell'Organizzazione mondiale del commercio e dell'Organizzazione per la Cooperazione e lo Sviluppo Economico. Partecipa alla Corte penale internazionale.
L'Irlanda è uno Stato membro dell'Unione europea, del Consiglio d'Europa e dell'Organizzazione per la sicurezza e la cooperazione in Europa.